# Председатель Китайской Народной Республики
Председатель Китайской Народной Республики (кит. трад. 中華人民共和國主席, упр. 中华人民共和国主席, пиньинь Zhōnghuá Rénmín Gònghéguó Zhǔxí, палл. Чжунхуа Жэньминь Гунхэго Чжуси) — глава государства КНР, совместно с ПК ВСНП осуществляет высшую государственную власть в стране. Председатель КНР на основании решений ВСНП или его ПК публикует законы, осуществляет назначения в составе Госсовета, издаёт указы; от имени КНР ведёт государственные дела, принимает дипломатических представителей иностранных государств, назначает и отзывает полномочных дипломатических представителей в иностранных государствах, ратифицирует и денонсирует договоры и важные соглашения, заключённые с иностранными государствами. 
В настоящее время председателем КНР является Си Цзиньпин.

## Термин
Китайское слово 主席 «чжуси» переводится на русский язык как «председатель». До 1982 года на английский язык оно тоже переводилось как «председатель» (англ. chairman), но затем его официальный перевод (на английский язык) в названии должности главы КНР был сменён на «Президент КНР» (англ. president). На русском языке продолжает использоваться только официальная форма «Председатель КНР». При этом в других контекстах «чжуси» по-прежнему переводится как «Herrmann» («Государь»), а названия должностей президентов других стран переводятся на китайский как «цзунтун» (кит. трад. 總統, упр. 总统, пиньинь zǒngtǒng).

## Руководители КНР

### Председатель Центрального народного правительства КНР
С основанием КНР первым лицом государства стал председатель Центрального народного правительства.
| Номер                                                 | Фотография                                            | Имя                                                   | Начало                                                | Конец                                                 | Партия                                                |
| Председатель Центрального народного правительства КНР | Председатель Центрального народного правительства КНР | Председатель Центрального народного правительства КНР | Председатель Центрального народного правительства КНР | Председатель Центрального народного правительства КНР | Председатель Центрального народного правительства КНР |
| ----------------------------------------------------- | ----------------------------------------------------- | ----------------------------------------------------- | ----------------------------------------------------- | ----------------------------------------------------- | ----------------------------------------------------- |
| 1                                                     |                                                       | Мао Цзэдун                                            | 1 октября 1949                                        | 27 сентября 1954                                      | Коммунистическая партия Китая                         |

### Председатели КНР
Пост Председателя КНР был учреждён в 1954 году первой Конституцией КНР.
После отставки Лю Шаоци должность в 1968—1975 годах оставалась вакантной, обязанности исполнялись заместителями председателя.
| Номер            | Фотография       | Имя              | Начало           | Конец            | Партия                           |
| Председатель КНР | Председатель КНР | Председатель КНР | Председатель КНР | Председатель КНР | Председатель КНР                 |
| ---------------- | ---------------- | ---------------- | ---------------- | ---------------- | -------------------------------- |
| 1                |                  | Мао Цзэдун       | 27 сентября 1954 | 27 апреля 1959   | Коммунистическая партия Китая    |
| 2                |                  | Лю Шаоци         | 27 апреля 1959   | 31 октября 1968  | Коммунистическая партия Китая    |
| и. о.            |                  | Сун Цинлин       | 31 октября 1968  | 24 февраля 1972  | Революционный комитет Гоминьдана |
| и. о.            |                  | Дун Биу          | 24 февраля 1972  | 17 января 1975   | Коммунистическая партия Китая    |

### Председатели Постоянного комитета ВСНП
Конституцией КНР 1975 года должность Председателя КНР была упразднена, функции главы государства перешли к председателю Постоянного комитета ВСНП.
С 6 июля 1976 по 5 марта 1978 годы должность вакантна, обязанности исполняли 21 заместитель председателя.
| Номер                                  | Фотография                                             | Имя                                                    | Начало                                 | Конец                                  | Партия                                 |
| Председатель Постоянного комитета ВСНП | Председатель Постоянного комитета ВСНП                 | Председатель Постоянного комитета ВСНП                 | Председатель Постоянного комитета ВСНП | Председатель Постоянного комитета ВСНП | Председатель Постоянного комитета ВСНП |
| -------------------------------------- | ------------------------------------------------------ | ------------------------------------------------------ | -------------------------------------- | -------------------------------------- | -------------------------------------- |
| 1                                      |                                                        | Чжу Дэ                                                 | 17 января 1975                         | 6 июля 1976                            | Коммунистическая партия Китая          |
| и. о.                                  | Коллективное руководство (21 заместитель председателя) | Коллективное руководство (21 заместитель председателя) | 6 июля 1976                            | 5 марта 1978                           | Коммунистическая партия Китая          |
| 2                                      |                                                        | Е Цзяньин                                              | 5 марта 1978                           | 18 июня 1983                           | Коммунистическая партия Китая          |

16 мая 1981 года Сун Цинлин была избрана т. н. «Почётным председателем КНР» без каких-либо властных полномочий, однако уже 29 мая 1981 года она умерла.
| Номер                     | Фотография                | Имя                       | Начало                    | Конец                     | Партия                        |
| Почётный председатель КНР | Почётный председатель КНР | Почётный председатель КНР | Почётный председатель КНР | Почётный председатель КНР | Почётный председатель КНР     |
| ------------------------- | ------------------------- | ------------------------- | ------------------------- | ------------------------- | ----------------------------- |
| 1                         |                           | Сун Цинлин                | 16 мая 1981               | 29 мая 1981               | Коммунистическая партия Китая |

### Председатели КНР
С принятием в 1982 году новой Конституции должность Председателя КНР восстановлена с пятилетним сроком полномочий и лимитом в два срока (упразднённым 11 марта 2018 года).
| Номер            | Фотография       | Имя              | Начало           | Конец            | Партия                        |
| Председатель КНР | Председатель КНР | Председатель КНР | Председатель КНР | Председатель КНР | Председатель КНР              |
| ---------------- | ---------------- | ---------------- | ---------------- | ---------------- | ----------------------------- |
| 3                |                  | Ли Сяньнянь      | 18 июня 1983     | 8 апреля 1988    | Коммунистическая партия Китая |
| 4                |                  | Ян Шанкунь       | 8 апреля 1988    | 27 марта 1993    | Коммунистическая партия Китая |
| 5                |                  | Цзян Цзэминь     | 27 марта 1993    | 15 марта 2003    | Коммунистическая партия Китая |
| 6                |                  | Ху Цзиньтао      | 15 марта 2003    | 14 марта 2013    | Коммунистическая партия Китая |
| 7                |                  | Си Цзиньпин      | 14 марта 2013    | действующий      | Коммунистическая партия Китая |

## Председатель Военного совета ЦК КПК
Председатели Военного Совета ЦК КПК, исполняя роль верховного главнокомандующего НОАК, как правило являлись фактическими лидерами КНР, превосходя по статусу формальных первых лиц партии и государства.
| Номер                               | Фотография                          | Имя                                 | Начало                              | Конец                               | Партия                              |
| Председатель Военного совета ЦК КПК | Председатель Военного совета ЦК КПК | Председатель Военного совета ЦК КПК | Председатель Военного совета ЦК КПК | Председатель Военного совета ЦК КПК | Председатель Военного совета ЦК КПК |
| ----------------------------------- | ----------------------------------- | ----------------------------------- | ----------------------------------- | ----------------------------------- | ----------------------------------- |
| 1                                   |                                     | Мао Цзэдун                          | 8 января 1935                       | 9 сентября 1976                     | Коммунистическая партия Китая       |
| 2                                   |                                     | Хуа Гофэн                           | 7 октября 1976                      | 28 июня 1981                        | Коммунистическая партия Китая       |
| 3                                   |                                     | Дэн Сяопин                          | 28 июня 1981                        | 9 ноября 1989                       | Коммунистическая партия Китая       |
| 4                                   |                                     | Цзян Цзэминь                        | 9 ноября 1989                       | 15 ноября 2002                      | Коммунистическая партия Китая       |
| 5                                   |                                     | Ху Цзиньтао                         | 15 ноября 2002                      | 15 ноября 2012                      | Коммунистическая партия Китая       |
| 6                                   |                                     | Си Цзиньпин                         | 15 ноября 2012                      | действующий                         | Коммунистическая партия Китая       |